# 港後
23°47′36.6″N 120°23′37.8″E / 23.793500°N 120.393833°E
港後，是台灣雲林縣二崙鄉的一個傳統地域名稱，位於該鄉東北部。相較於今日行政區，其範圍大致包括港後村不含東南半葉的東北部。

## 歷史
台灣清治末期至日治初期，港後地區為一街庄，稱為「港後庄」，隸屬於西螺堡。該庄北隔濁水溪與潭墘庄、九塊厝庄、內新厝庄為界，東與新庄仔庄、永定厝庄為鄰，南邊及西邊隔溪流與大義崙庄、油車庄、大庄為界。。
1901年（日治明治三十四年）11月，全台廢縣廳改設二十廳，該庄隸屬於斗六廳。1903年（明治三十六年）6月，該庄編入「新社區」，隸屬於斗六廳。1909年（明治四十二年）10月，合併二十廳為十二廳，新社區改隸屬於嘉義廳。1920年（大正九年），全台地方制度大改正，廢十二廳改設五州二廳，該庄改制為「港後」大字，隸屬於臺南州虎尾郡二崙庄。
戰後二崙庄改制為二崙鄉，隸屬於臺南縣，大字亦改制為村。1950年10月，雲、嘉、南分治，二崙鄉改隸屬雲林縣。

## 聚落
本地區發展較早的聚落有荷苞嶼、荷尼嶼、巫久厝、山藔（港後）等，在日治期初期的官方地圖上已有記載。此外，本地區尚有四番地、頂港後、油車橋等聚落。

## 交通
省道台19線又稱「中央公路」，是彰化至台南永康的幹道，大致以北微東—南微西走向轉東北—西南走向經過港後地區東部邊界北段及中部偏南地帶。由該道路向北微東過濁水溪自強大橋可前往竹塘、埤頭、溪湖、埔鹽等地，向西南可前往崙背、土庫西北端、褒忠、元長等地。
縣道154號（港後路）是麥寮六輕廠至林內的道路，也是雲林縣最北側的橫貫縣道，大致以西微南—東微北走向經過本地區南部。由該道路向西微南可前往崙背中北部、麥寮的六輕廠等地；向東微北可前往西螺、莿桐中北部、林內等地。
鄉道雲19線是四番地至廍子的道路，其北側端點（起點）位於本地區東部邊界中央略偏北的省道台19線轉角路口（四番地聚落東郊）。由此向南微西轉南南西沿邊界而行，其後因邊界線東移而入境，至荷苞嶼聚落經鄉道雲26線起點路口後續行，至油車國小旁轉南，至縣道154號路口轉西與其共線並出境，約130公尺後至路口轉南微東獨行可前往油車東南端、大義崙地區中部並止於該地區南部的鄉道雲27-1線路口（惠來厝地區廍子聚落西北郊）。
鄉道雲24線（楊賢路）是楊賢至西螺的道路，其西側端點（起點）位於本地區東部近邊界地帶略偏北處的省道台19線路口（新庄子地區楊賢聚落西郊）。由此向東微北出境後可前往新庄子地區中北部的楊賢聚落及義庄聚落、埔心北部、西螺市區北側並止於縣道145號路口（西螺大橋南側橋頭）。
鄉道雲26線是荷苞嶼至永定厝的道路，其西側端點（起點）位於本地區東部略偏南荷苞嶼聚落中央偏西的鄉道雲19線路口。由此向東南東轉東南微東出聚落後，轉東南出境後可前往新庄子與永定厝交界地帶、永定厝並止於縣道154號路口。
鄉道雲28線是港後至新社的道路，其西側端點（起點）位於本地區南部偏西的縣道154號路口。由此向南南東轉東南出境後，可前往永定厝中南部、社口與埔心交界地帶、社口、新社並止於縣道145號路口。

## 學校
- 油車國小